# Calamosternus uniplagiatus
Calamosternus uniplagiatus är en skalbaggsart som beskrevs av Waterhouse 1875. Calamosternus uniplagiatus ingår i släktet Calamosternus och familjen Aphodiidae. Inga underarter finns listade.